# La Petite Clef en or
Pour plus de détails, voir Fiche technique et Distribution.
La Petite Clef en or (Золотой ключик, Zolotoy klyuchik) est un film soviétique réalisé par Alexandre Ptouchko, sorti en 1939,. C'est une adaptation du conte d'Alexis Nikolaïevitch Tolstoï La Petite Clé d'or ou Les Aventures de Bouratino (1936)

## Fiche technique
- Photographie : Nikolaï Renkov
- Musique : Lev Chvarts
- Décors : Youriï Chvets